# The Darkness
The Darkness – brytyjska grupa wykonująca muzykę z pogranicza hard rocka i heavy metalu. Powstała w 2000 roku w Lowestoft.
Zespół składa się z Justina Hawkinsa (wokal, gitara), Dana Hawkinsa(wokal, gitara), Frankiego Poullaina (wokal, bas) i Rufusa Taylora (wcześniej Eda Grahama) (perkusja). W muzyce zespołu słychać wpływ takich rockowych gwiazd lat siedemdziesiątych i osiemdziesiątych, jak: Queen, AC/DC, Def Leppard, Judas Priest, Thin Lizzy, T. Rex, Led Zeppelin oraz Van Halen. Od innych współczesnych zespołów rockowych, The Darkness odróżnia wysoki falset wokalisty Justina Hawkinsa.
The Darkness została przedstawiona światu po debiutanckim albumie Permission to Land w 2003 roku. Album wspierany przez utwory takie jak „I Believe In A Thing Called Love”, „Growing on Me”, „Get Your Hands of My Woman” i „Love is Only a Felling” otrzymał certyfikat poczwórnej platyny w Wielkiej Brytanii poprzez sprzedaż 1 300 000 egzemplarzy. W 2004 roku zespół zdobył trzy Brit Awards za: Najlepszy brytyjski zespół, najlepszy brytyjski Act Rock i za najlepszy brytyjski album. Po szerokim koncertowaniu w 2005 roku od zespołu odszedł Frankie Poullain i został zastąpiony przez Richiego Edwardsa. Drugi album „One Way Ticket to Hell... and Back” został wydany w listopadzie 2005 roku. W 2006 r., z powodu uzależnienia od alkoholu i narkotyków, z zespołu odszedł frontman – Justin Hawkins. Nowym wokalistą został ówczesny basista grupy Richie Edwards, zaś gitarzystą basowym Toby McFarland. Pozostali członkowie stworzyli zespół Stone Gods.
W 2008 roku Justin założył nowy zespół Hot Leg z Pete’em Rinaldi, Samuelem Stokesem i Darbym Toddem. W 2009 roku Hot Leg wydał album „Red Light Fever”, lecz album nie zaistniał wysoko na listach muzycznych. W grudniu 2010 roku Hot Leg i Stone Gods zakończyły swoją działalność
W 2011 roku grupa wznowiła działalność w oryginalnym składzie.
1 lutego 2012 zespół wydał nową piosenkę „Nothing’s Gonna Stop Us”. The Darkness wydał trzeci album „Hot Cakes” 20 sierpnia 2012 roku. W grudniu 2014r z zespołu odszedł perkusista ED Graham, jego miejsce na krótko zajęła Emily Dolan Davies. W kwietniu 2015 r. do zespołu dołączył Rufus Tiger Taylor, syn Rogera Taylora – perkusisty Queen. Na 1 czerwca 2015 został zapowiedziany nowy album o nazwie „Last of our kind”

## Muzycy
Obecny skład zespołu
- Justin Hawkins – śpiew, gitara, keyboard (2000–2006, od 2011)
- Dan Hawkins – gitara (2000–2006, od 2011)
- Frankie Poullain – gitara basowa (2000–2005, od 2011)
- Rufus Tiger Taylor – perkusja (od 2015)

Byli członkowie zespołu
- Emily Dolan Davies – perkusja (2014)
- Ed Graham – perkusja (2000–2006, 2011–2014)
- Richie Edwards – gitara basowa, śpiew (2005–2006)
- Toby McFarland – gitara basowa (2006)

## Dyskografia
Albumy
| 2003                           | Permission to Land - Data: 7 lipca 2003 - Wydawca: Atlantic                      | 1  | 17 | 40 | 43 | 10 | 21 | 17 | 62  | 19 | 2  | 16 | 55 | 30 | 13 | 5  | –  | 8  | 59 | 36  | - AUS: platyna - CAN: platyna - US: złoto - UK: 5× platyna |
| 2005                           | One Way Ticket to Hell... and Back - Data: 28 listopada 2005 - Wydawca: Atlantic | 11 | 25 | 44 | 83 | –  | –  | 31 | 132 | 32 | 20 | –  | 26 | 85 | 29 | 25 | 76 | 22 | 48 | 58  | - UK: złoto                                                |
| 2012                           | Hot Cakes - Data: 21 sierpnia 2012 - Wydawca: Wind-up Records                    | 4  | 15 | 24 | 67 | –  | –  | 46 | 107 | 16 | 14 | 15 | 50 | 94 | –  | –  | 35 | 30 | 20 | 43  |                                                            |
| 2015                           | Last of Our Kind - Data: 27 maja 2015 - Wydawca: Canary Dwarf Records            | 12 | 23 | 53 | –  | –  | –  | –  | –   | 56 | 49 | 36 | –  | –  | –  | –  | –  | –  | –  | 125 |                                                            |
| „–” pozycja nie była notowana. |                                                                                  |    |    |    |    |    |    |    |     |    |    |    |    |    |    |    |    |    |    |     |                                                            |

Minialbumy
| Rok  | Tytuł                                                                             |
| ---- | --------------------------------------------------------------------------------- |
| 2002 | I Believe in a Thing Called Love - Data: 12 sierpnia 2002 - Wydawca: Must Destroy |

Kompilacje
| Rok  | Tytuł                                                                                       |
| ---- | ------------------------------------------------------------------------------------------- |
| 2008 | The Platinum Collection - Data: 1 kwietnia 2008 - Label: Rhino                              |
| 2008 | 2 in 1: Permission to Land/One Way Ticket to Hell - Data: 4 sierpnia 2008 - Wydawca: Warner |

Single
| 2003                           | „Get Your Hands off My Woman”              | 43 | –  | –  | –  | –  | –  | –  | –  | –  | –   | Permission to Land                |
| 2003                           | „Growing on Me”                            | 11 | 46 | –  | –  | 42 | –  | –  | –  | –  | –   | Permission to Land                |
| 2003                           | „I Believe in a Thing Called Love”         | 2  | 40 | –  | –  | 5  | 12 | 14 | 10 | 8  | 119 | Permission to Land                |
| 2003                           | „Christmas Time (Don't Let the Bells End)” | 2  | 63 | –  | 9  | 2  | –  | 20 | –  | –  | –   | Permission to Land                |
| 2004                           | „Love Is Only a Feeling”                   | 5  | 35 | –  | –  | 10 | 92 | –  | 22 | 55 | –   | Permission to Land                |
| 2005                           | „One Way Ticket”                           | 8  | 36 | 62 | 14 | 22 | –  | 19 | 15 | 31 | –   | One Way Ticket to Hell...and Back |
| 2006                           | „Is It Just Me?”                           | 8  | 39 | –  | –  | 36 | –  | –  | –  | –  | –   | One Way Ticket to Hell...and Back |
| 2006                           | „Girlfriend”                               | 39 | –  | –  | –  | 40 | –  | –  | –  | –  | –   | One Way Ticket to Hell...and Back |
| 2012                           | „Everybody Have a Good Time”               | –  | –  | –  | –  | –  | –  | –  | –  | –  | –   | Hot Cakes                         |
| „–” pozycja nie była notowana. |                                            |    |    |    |    |    |    |    |    |    |     |                                   |

## Teledyski
| Rok  | Tytuł                                      | Reżyseria                |
| ---- | ------------------------------------------ | ------------------------ |
| 2003 | "Get Your Hands off My Woman"              | –                        |
| 2003 | „Growing on Me”                            | –                        |
| 2003 | „I Believe in a Thing Called Love”         | Alex Smith               |
| 2003 | "Friday Night"                             | –                        |
| 2003 | „Christmas Time (Don’t Let the Bells End)” | –                        |
| 2004 | „Love Is Only a Feeling”                   | Alex Smith               |
| 2005 | „One Way Ticket”                           | Tim Pope                 |
| 2006 | „Is It Just Me?”                           | Tim Pope                 |
| 2006 | „Girlfriend”                               | Tim Pope                 |
| 2012 | „Nothing’s Gonna Stop Us”                  | Thom Lessner, Ted Passon |
| 2012 | „Every Inch of You”                        | –                        |
| 2012 | „Everybody Have a Good Time”               | Warren Fu                |
| 2013 | „With a Woman”                             | Warren Fu                |

## Nagrody i wyróżnienia
| Rok  | Kategoria         | Tytułem                  | Nagroda                         | Nota | Źródło |
| ---- | ----------------- | ------------------------ | ------------------------------- | ---- | ------ |
| 2004 | Best Live Band    | The Darkness             | Kerrang! Awards                 | Laur | [ 31 ] |
| 2004 | Best British Band | The Darkness             | Kerrang! Awards                 | Laur | [ 31 ] |
| 2004 | Best Video        | „Love Is Only A Feeling” | Metal Hammer Golden Gods Awards | Laur | [ 32 ] |